# Cowles Art School
Cowles Art School (англ. Cowles Art School, также известна как Cowles School of Art) — художественная школа (также известная как школа искусств) являлась учебным заведением и художественной студией в Бостоне, штат Массачусетс, США.

## История
Школа находилась в студийном здании № 148 на бостонской улице Дартмут-стрит. Была основана в 1883 году и работала по 1900 год.
Являлась одной из крупнейших художественных школ города, насчитывавшая несколько сотен учеников. К концу XIX века Бостон стал важным центром искусства, в городе преподавали несколько очень уважаемых художников. Богатая среда для этого была создана, в частности, Массачусетским законом о рисовании 1870 года (Massachusetts Drawing Act of 1870), который предписывал проводить уроки рисования в государственных школах. Чтобы восполнить потребность в учителях искусства, в 1873 году была создана также Массачусетская нормальная художественная школа (Massachusetts Normal Art). Позже была организована и Cowles Art School, находящаяся в двух кварталах от Бостонского музея изящных искусств, в котором в 1876 году была создана собственная художественная школа.
Художественная школа Cowles Art School предлагала обучение по рисованию фигур и живописи с плоского слепка и с натуры, художественной анатомии, перспективе и композиции, рисованию натюрмортов, работе с масляными и акварельными красками.
В числе известных выпускников школы:
| - Бейкер, Элизабет - Браун, Этель - Банкер, Деннис - Воннох, Роберт Уильям - Гассам, Чайльд - Карлсен, Сорен Эмиль | - Коттон, Уильям Генри - Рид, Этель - Перри, Лила Кэбот - Пэкстон, Уильям - Пэкстон, Элизабет - Чоуэйт Сирс, Сара |